# Ösöd
Ösöd (szlovákul: Sudince) község Szlovákiában, a Besztercebányai kerületben, a Korponai járásban.

## Fekvése
Ipolyságtól 22 km-re északnyugatra, a Lissó patak völgyében fekszik.

## Története
1245-ben "Zyud" alakban említik először, Hont várának uradalmához tartozott. Neve magyar személynévből keletkezett. 1263-ban "Usud", 1387-ben "Wsudy" alakban szerepel írott forrásokban. A Koháry és Sembery családok birtokolták, később a Coburg család tulajdona. 1715-ben 19 háztartása volt. 1828-ban 38 házában 228 lakos élt. Lakói szőlőműveléssel, pásztorkodással foglalkoztak. A 19. század közepén 4 katolikus és 184 evangélikus lakosa volt.
Vályi András szerint "ÖSSÖD. vagy Öszöd Szudnicze. Tót falu Hont Várm. földes Ura G. Koháry Uraság, többnyire evangelikusok, fekszik n. k. Bátfaluhoz, d. Házas Márothoz, n. ny. é. Lissótól egy egy órányira, fája nints, legelője szoross, szőlő hegye igen jó borokat terem, mellyeket helyben jól eladhatnak, vidékiek is bírnak nálok szőlőket, keresetre is jó módgyok van."
Fényes Elek szerint "Össöd, tót falu, Honth vmegyében, Szebelébhez délre 2 mfd., 9 kath., 184 evang. lak. Legelője szűk, bora legjobbnak tartatik a megyében. F. u. h. Coburg. Ut. p. Szántó."
A trianoni békeszerződésig Hont vármegye Ipolysági járásához tartozott.

## Népessége
| Év:            | 1994. | 2004.    | 2014.    | 2024. |
| -------------- | ----- | -------- | -------- | ----- |
| Emberek száma: | 68    | 59       | 80       | 92    |
| Eltérés:       |       | -13,23 % | +35,59 % | +15 % |

| Év:            | 2023. | 2024.   |
| -------------- | ----- | ------- |
| Emberek száma: | 91    | 92      |
| Eltérés:       |       | +1,09 % |

1910-ben 219, többségben szlovák lakosa volt, jelentős magyar kisebbséggel.
2001-ben 73 szlovák lakosa volt.
2011-ben 72 lakosából 64 szlovák.

## Nevezetességei
- Evangélikus temploma 1858-ban épült, későklasszicista stílusban.
- A községben 300 éves hársfa található, mely kiváló tájékozódási pont.

## Külső hivatkozások
- Községinfó
- Ösöd Szlovákia térképén
- Regionhont.sk
- E-obce.sk Archiválva 2022. március 22-i dátummal a Wayback Machine-ben